# Austropetaliidae
Austropetaliidae é uma família muito pequena de libélulas oriundas do Chile e Argentina, tendo apenas dois gêneros e cinco espécies.

## Gêneros
- Hypopetalia
  - Hypopetalia pestilens
- Phyllopetalia
  - Phyllopetalia altarensis
  - Phyllopetalia excrescens
  - Phyllopetalia pudu
  - Phyllopetalia stictica